# Atletika na Letních olympijských hrách 2004 – 100 metrů muži
 Běh na 100 metrů mužů na Letních olympijských hrách 2004 se uskutečnil 21. a 22. srpna na Olympijském stadionu v Athénách. Vítězem se stal americký sprinter Justin Gatlin, stříbro získal Francis Obikwelu z Portugalska a bronz Američan Maurice Greene. Odstupy mezi medailisty činily pouhou setinu sekundy, finále bylo tedy velmi těsnou záležitostí. Gatlinovi byla o dva roky později po překonání světového rekordu na dlouhou dobu pozastavena profesionální kariéra kvůli prokázanému užití dopingu a na atletické ovály se tak vrátil až v roce 2014. Obikwelu vytvořil dosud platný evropský rekord. Bronz získal obhájce prvenství ze Sydney Maurice Greene, pro nějž bylo toto finále jedním z posledních velkých úspěchů jeho skvělé kariéry.

## Rekordy
| Světový rekord    | Tim Montgomery | USA    | 9,78 s | Paříž   | 14. září 2002     |
| Olympijský rekord | Donovan Bailey | Kanada | 9,84 s | Atlanta | 27. července 1996 |

## Výsledky finálového běhu
| *                | jméno            | země                   | čas   |
| ---------------- | ---------------- | ---------------------- | ----- |
| Zlatá medaile    | Justin Gatlin    | Spojené státy americké | 9,85  |
| Stříbrná medaile | Francis Obikwelu | Portugalsko            | 9,86  |
| Bronzová medaile | Maurice Greene   | Spojené státy americké | 9,87  |
| 4                | Shawn Crawford   | Spojené státy americké | 9,89  |
| 5                | Asafa Powell     | Jamajka                | 9,94  |
| 6                | Kim Collins      | Svatý Kryštof a Nevis  | 10,00 |
| 7                | Obadele Thompson | Barbados               | 10,10 |
| 8                | Aziz Zakari      | Ghana                  | DNF   |